# Barreiros (Riachão do Jacuípe)
Barreiros é um distrito do município de Riachão do Jacuípe, sua população no censo 2010 era de 3.297 habitantes,sendo 1.886 habitantes na área urbana. O distrito é conhecido pela sua produção de cerâmica, a maior da região. Tem uma das mais famosas festas de Vaqueiros do interior da Bahia[carece de fontes?]